# Limnologi
Limnologi er læren om søer og vandløb (engelsk: «the science of inland waters»). Faget omfatter ikke bare ferskvandssøer, men også saltsøer som er almindeligere på andre breddegrader, og indelukkede bassiner med havvand i bunden. 
Navnet stammer fra græsk – limne, der betyder sø + logi – lære.

## Kategorising af vandløb

### Oprindelse
Kryal: det er vandløb, der kommer fra afstrømning fra gletsjere.
- fra is og sne
- lave temperatuer, dvs. ca. 0-4 Celsius
- høj turbiditet
- ustabile underlag eller substratum

Krenal: det er vandløb, der kommer fra afstrømning fra kilder.
- fra grundvand
- relativ konstante forhold
- relativ klart og varmt vand, dvs. ca. 8-10 Celsus med +-1 Celsius sæsonbestemte ændringer.
- stabile underlage eller substratum

Rhitral: det er vandløb, der kommer fra overfladsafstrømning og samler sig i en dal.
- fra overfladsafstrømning
- stort temperaturområde fra 0 til 10 Celsius

### Klassifikation
Segmenter:
Fra en høj til en lav højde: se Vandløbets længdeprofil og tværprofil

## Stratificering eller lagdeling af søer
Stratificering af vandsøjlen i en sø kan ske på baggrund af hhv. temperatur- og salinitetsforskelle. Dette skyldes, at forskelle i salinitet og temperatur giver vandet forskellig densitet. Når overfladevandet i søer opvarmes af varmeenergi fra solen (særligt om sommeren), falder vandets densitet. Derved vil der ske en lagdeling af vandet i søer, hvor varmt vand ligger i overfladen mens tungere koldt vand vil ligge i bunden. En sådan vertikal lagdeling der sker på baggrund af temperatur kaldes også en termoklin, hvor temperaturen falder med dybden i vandsøjlen. Overgangszonen mellem varmt overfladevand og koldt dybereliggende vand kaldes springlaget . 
Statificering i søer kan også ske som følge af salinitetsforskelle. I en sådan form for lagdeling vil saltkoncentrationen i vandet stige med dybden. Dette skyldes at jo højere salinitet vandet har, jo højere densitet vil det have og derved synke til bunds . 

Lagdelingen af søer er typisk størst om sommeren, hvor varmeenergien fra solen er stærkest, og der derfor sker den mest markante opvarmning af overfladevandet. Om vinteren kan der desuden forekomme såkaldt invers stratificering, når der opstår et islag på søens overflade. Vand har den højeste densitet ved 4 grader celsius. Derfor vil de øverste vandlag, der er frosset til om vinteren have en lavere densitet end det underliggende vand. Det tungere vand på omkring 4 grader vil synke til bunds, mens de vandmasser med en temperatur lavere end 4 grader vil lægge sig i toppen af søen .
Alt efter hvordan fysiske forhold påvirker søen vil den have forskellige blandingsregimer der påvirker stratifikationen. I Danmark er søer oftest dimiktiske. Det betyder at de stratificerer om sommeren og om vinteren, og blandes om efteråret og foråret på grund af hurtigere vinde. Søer i Danmark kan også være varme monomiktiske søer og varme polymiktiske søer. Monomiktiske søer blandes kun en gang om året og kan være enten kolde eller varme. Kolde monomiktiske søer fryser til i overfladen om vinteren og vinden kan derfor ikke blande vandsøjlen. Polymiktiske søer blandes mange gange om året og kan være lavvandede hvilket gør at vinden kan blande hele vandsøjlen .
Lagene i en stratificeret sø karakteriseres som følgende (mere om zonering i søer):
- Epilimnion er det øverste lag. Det har en lavere densitet end de andre lag, og blandes kontinuerligt af vinden hvilket medfører at vandmassen her er ensartet.
- Metalimnion, eller springlaget, er overgangzonen. Det er kendetegnet ved en stejl gradient i temperatur, kaldet en termoklin.
- Hypolimnion er det nedre lag. Det har højere densitet end de andre lag og er ofte koldere end det øverste lag om sommeren, men kan være varmere end det øverste lag om vinteren. Dette er for dimiktiske søer.

## Klassifikation af de vigtigste limniske levesteder
- epiphytisk - på planter
- littoral - på bred
- profundal - dybt
- planktonisk - i det åbne vand bevæget ved vandløbene
- bentisk- på bunden
- neutisk - på vandoverflade

Fotosynstetiske organismer:
i henhold til lysindtrættning
- trophogenisk zone
- kompensationszone
- tropholytisk zone

## Typologi af søer ved fisker
- laks-søer er oligotrofe
- hvidtfisk-søer er er mellem oligotrofe og mesotrofe
- esox-søer eller gedde-søer er mellem  mesotrofe og eutrofe
- brasen-søer er mellem eutrofe og polytrofe
- sandart-søer er polytrofe

## Udvalgte limnologiske begreber fra økologi
- Mens terrestriske fødekæder har hovedsageligt 3 trofiske niveauer, har akvatiske typisk 4.
- "Paradox af de planktoner" fra Gausesk "princippet om konkurrenceudstødelse" eller "competitive exclusion principle", som siger, at to arter, der konkurrerer om det samme begrænset ressource kan ikke eksistere sammen med konstante befolknings værdier, men det gører de arter af planktoner.
- "River continuum concept" eller flodkontinuumskoncept, som beskiver strukture og funktioner af akvatiske biologiske grupper langs en flodssystem.
- "Oversvømmelsespuls koncept"